# Im Krapfenwald’l
Im Krapfenwald’l (Dans la forêt de Krapfen) est une polka française de Johann Strauss II (op. 336). L'œuvre est créée le 6 septembre 1869 à Pavlovsk, en Russie.

## Histoire
La polka est écrite à l'été 1869 lors du voyage du compositeur en Russie. Inspiré par les impressions de quelques promenades en forêt, Strauss écrit cette œuvre sous le titre Im Pavlovsk-Walde. La première a lieu avec un orchestre russe le 6 septembre 1869. L'œuvre est rejouée à Vienne le 25 juin 1870 par son frère Eduard Strauss lors d'un concert au Volksgarten. Cependant, le titre y est modifié :  la polka porte désormais le nom familier d'Im Krapfenwald'l, lequel fait référence à une auberge dans les bois de Vienne. Dans une certaine mesure, Strauss déplace l'interprétation musicale de la forêt des forêts russes vers les bois de Vienne, ce qui n'affecte en rien le succès de la pièce, toujours populaire de nos jours.

## Durée
Sa durée d'exécution est d'environ 3 minutes et 50 secondes. Elle peut varier quelque peu selon l'interprétation musicale du chef d'orchestre.

## Interprétations notables
La pièce est jouée lors du célèbre concert du nouvel an à Vienne : en 1944, 1948, 1950, 1952 et 1954 (Clemens Kraus) ; 1962, 1964, 1966 et 1973 (Willi Boskovsky) ; 1989 (Carlos Kleiber) ; 2006 (Mariss Jansons) ; 2010 (Georges Prêtre) ;  2021 (Riccardo Muti).